# Catalano Gonzaga
I Catalano Gonzaga sono una famiglia storica originaria della Calabria Citeriore. Il re Filippo III di Spagna (1598-1621), con Regie Patenti del 24 ottobre 1615, conferì a Francesco Maria Catalano il titolo di Duca sub feudo acquirendo.
Andrea Catalano sposò il 16 aprile 1666 Diana Gonzaga, figlia di Giuseppe Gonzaga e di Ottavia Ricci, ultima discendente di Carlo Gonzaga (?-1484), figlio naturale di Francesco III Gonzaga di Novellara (ramo direttamente discendente da Feltrino Gonzaga, signore di Reggio Emilia ed erede di Luigi, primo signore di Mantova). La linea di Novellara si estinse nel 1728.
Francesco III fu inviato per conto del Marchese di Mantova in aiuto del Principe di Bisignano nel 1475. La Principessa di Sanseverino cedette al Gonzaga l'assoluto dominio dei possedimenti di Roggiano in Calabria e Francesco III li cedette al figlio Carlo, che diede vita al ramo "Gonzaga di Calabria Citra". Pietro Catalano, figlio di Andrea e Diana Gonzaga, venne autorizzato con Regie Patenti del 1714 ad aggiungere al proprio cognome quello materno e a inquartare le armi Gonzaga. Per successione Napolitana Archiviato il 15 aprile 2014 in Internet Archive., dal matrimonio fra don Pasquale Catalano Gonzaga, senatore del Regno, e Marianna Rossi di Castro, figlia unica di Giovan Battista di Castro, vennero aggiunte le baronie di Castro, Cerfignano, Diso, San Giovanni, Marittima, Ortelle, Spongano, Vignacastrense, Freucci e Lago Limini.
La famiglia detiene i titoli di Duca di Cirella, Duca di Grisolia e Duca di Majerà (trasmesso al figlio secondogenito del fu duca Gaetano, Marcantonio, ed ai suoi discendenti in linea maschile primogenita).

## Storia

### I Gonzaga di Novellara

Stemma dei Gonzaga di Novellara dal 1650 al 1678

Il ramo dei Gonzaga che ha messo radice in Calabria Citra discende dai Gonzaga di Novellara. È morto nel Settecento, il secolo che ha visto la scomparsa di tutti i rami della grande casata mantovana, ad eccezione di quello di Vescovado, tuttora esistente.
Il primo ramo dei Gonzaga di Mantova che si staccò dal tronco familiare fu quello, detto, poi, di Novellara. Il suo fondatore, Feltrino, era il terzogenito di Luigi Gonzaga, l'ex podestà di Reggio che il 28 agosto 1328 sollevò i cittadini di Mantova, cacciò dalla città i Bonacolsi, che ne eran signori, e fu proclamato capitano generale del comune e del popolo, iniziando una signoria che doveva durare quattro secoli ed «assurgere a rango di potenza europea».
Feltrino, nonostante fosse appena uscito dall'adolescenza, venne incluso, con il padre ed i fratelli maggiori Guido e Filippino, nella investitura concessa su Mantova da Ludovico il Bavaro l'11 novembre di quello stesso 1328 e, poi, confermata dall'imperatore Carlo IV di Lussemburgo il 17 giugno 1354. Turbolento e spregiudicato, ambizioso ed insofferente dell'ascendente che andava prendendo il nepote Ugolino, l'abilissimo primogenito di Guido, nelle decisioni familiari, Feltrino, dopo aver contribuito per trent'anni in pace ed in guerra alla politica gonzaghesca di consolidamento e di espansione, decise, nel 1358, un colpo di testa. Galoppò con i suoi figli a Reggio, che apparteneva ai Gonzaga dal 1334. Si impadronì della città e se ne proclamò unico signore. La famiglia lo dichiarò «inimico, ribelle, e traditore» e lo privò «d'ogni privilegio, honore, e dignità delli quali i Gonzaghi solevano partecipare».
Feltrino tenne da solo il dominio di Reggio per circa dodici anni. Nel 1370, assediato da Nicolò d'Este, odiato dal popolo, tradito dagli amici, anziché cedere all'Estense, preferì vendere la città ed il suo contado a Bernabò Visconti, per 50.000 scudi d'oro. Riservò, per sé e per i suoi discendenti, Novellara e Bagnolo, che aveva fortificate, ed alcune altre terre circonvicine. Così nacque lo stato autonomo di Novellara, feudo dell'Impero, i cui signori, come sovrani indipendenti, ricevettero investitura direttamente dall'Imperatore e coniarono moneta.
Quando nel 1441 morì Giacomo Gonzaga di Guido di Feltrino, l'investitura imperiale su Novellara venne data ai suoi figli, Gianpietro, Giorgio e Francesco. Il primo non ebbe vita lunga. Morì nel 1455, senza prole.
Se Giorgio era uomo di pace, il fratello Francesco, nato intorno al 1420, fu uomo di guerra. Buon condottiero, fu al servizio di Filippo Maria Visconti e di Francesco Sforza, di Borso e di Ercole I d'Este, di Gianfrancesco Gonzaga marchese di Mantova. Con la sua condotta d'uomo d'arme partecipò quasi a tutte le guerre combattute in Italia. Mai contro i collaterali di Mantova. Legato da affettuosa e devota amicizia al marchese Gianfrancesco, fu suo fedele alleato in ogni circostanza. Sotto la signoria condominiale di Giorgio e di Francesco, Novellara prosperò, s'ingrandì e si abbellì. Furono compiute opere di bonifica e di irrigazione. La popolazione aumentò. Francesco aveva oltrepassato i sessant'anni quando morì a Novellara il 4 febbraio 1484. Aveva alcuni figli, tra i quali Gianpietro e Carlo. Nel 1501, Massimiliano d'Austria elesse Novellara a feudo dell'Impero con titolo comitale. Gianpietro ne fu il primo conte. Molti anni prima, Carlo, condotto dal padre nel Regno di Napoli, si era fermato in Calabria senza far più ritorno a Novellara. È il capostipite dei Gonzaga che vissero in San Marco per oltre due secoli.

### I Gonzaga di Calabria Citra
I Gonzaga di Calabria Citra hanno vissuto nella dignità di feudatari dell'allora potente famiglia dei Sanseverino di Bisignano.
Da costoro ebbero feudi, terre ed incarichi governativi, militari e giurisdizionali, sin quando, nel 1606, la linea primogenita della principesca Casata si estinse nel prodigo e disordinato Nicolò Berardino V principe di Bisignano.

Stemma Gonzaga utilizzato dai Gonzaga in Calabria Citra

Dalle testimonianze prodotte nel corso del processo nobiliare celebrato negli anni 1566 e 1567 per l'ammissione di Andreace Gonzaga, da San Marco in Calabria Citra, nell'Ordine di Santo Stefano, si rileva, difatti, che Carlo Gonzaga viene in Calabria da giovanetto, in compagnia del padre, Francisco de Nuvolara, che lo affidò ai Sanseverino perché lo educassero alla loro corte nelle armi e nelle lettere, come conveniva, in quei tempi, a ragazzo di nobile lignaggio.
A parte questa usanza, abituale nelle grandi case baronali di allora, non sarebbe da escludere che Francesco abbia voluto allontanare il figlio Carlo da Novellara, di proposito, per evitare, in avvenire, nella propria famiglia, quelle lotte intestine, inevitabilmente provocate dal regime condominiale delle investiture imperiali e che, nelle passate generazioni, avevano travagliato i Gonzaga di Novellara e quelli di Mantova, portando questi ultimi sino al fratricidio.
Comunque, dalle predette testimonianze, non appare in quale anno Carlo è arrivato in Calabria con il padre. Il canonico novellarese Vincenzo Davolio, nelle sue « Memorie Istoriche di Novellara », manoscritto del '700 ricco di richiami a documenti d'archivio, scrive che Francesco Gonzaga « viaggiò più volte nel Regno di Napoli ». Di questi viaggi, però, menziona soltanto quello del 1473, quando il signore di Novellara fece parte della «nobile ed illustre cavalcata» che accompagnò a Napoli Sigismondo d'Este, incaricato di rilevare e scortare a Ferrara la cognata Eleonora d'Aragona, figliuola di Ferrante I e novella sposa di Ercole I.
Nel 1487, Girolamo Sanseverino principe di Bisignano, uno dei capi della congiura dei baroni, fu imprigionato e fatto occultamente morire nelle segrete di Castel Nuovo. Poco dopo, la vedova Vanella Gaetani, temendo per l'incolumità dei suoi tre figli, Berardino, Giacomo ed Onorio, imbarcò nascostamente con essi su un brigantino e si rifugiò a Terracina, presso i Colonna, stretti parenti dei Sanseverino. Il Porzio scrive che il brigantino fu noleggiato da un « secretissimo famigliare ». Costui non era altri che Carlo Gonzaga, il quale preparò l'avventurosa fuga con l'aiuto di Luca d'Ogliastro e Luca Falcone, padroni del veliero, entrambi di Belvedere, feudo dei Sanseverino.
Sino ad oggi, non è stato trovato alcuno scritto che consenta di affermare se Carlo imbarcò anche lui con i fuggitivi, se, successivamente, li accompagnò nelle loro peregrinazioni a Roma, presso papa Innocenzo IV, a Venezia, a Parigi, alla corte di Carlo VIII, oppure se rientrò direttamente da Napoli e da Terracina con Luca d'Ogliastro e Luca Falcone.
Berardino principe di Bisignano ed i fratelli Giacomo ed Onorio tornarono a Napoli con Carlo VIII, nel 1495. Berardino, quando venne reintegrato negli stati paterni, ne nominò governatore generale Carlo Gonzaga, al quale donò anche i feudi di Prato e di Santo Sfefano in tenimento di San Marco ed altre terre minori.
San Marco divenne la culla di questo ramo dei Gonzaga. Carlo vi sposò Filippa di Ruggero Valentoni barone di Cervicati, la quale gli diede due figli, Domenico e Lancillotto. Di quest'ultimo si conosce soltanto che si trasferì a Napoli, ove esercitò l'avvocatura e rappresentò gli interessi di casa Bisignano. La sua discendenza si è estinta, a Napoli, nella terza generazione.
Domenico, primogenito di Carlo e detto Minicuccio « in quell'idioma volgare napoletano », fu auditore generale di Pietroantonio IV principe di Bisignano. Dal suo matrimonio con Sveva Frassia dei baroni di San Giorgio, nacquero ben sei figli maschi, Gian Girolamo, Giovanni Maria, Pietroantonio, Antonio Baranco, Andreasio ed Aurelio.
Di Gian Girolamo si sa che lo ebbero in grande stima, e lo colmarono di benefizi, non soltanto i Bisignano ma anche Vincenzo I duca di Mantova e Ferrante Gonzaga conte di Guastalla, duca d'Ariano e principe di Molfetta che fu tra gli italiani nei quali Carlo V ebbe maggiore fiducia, in guerra ed in pace.
Avviato alla carriera giuridica, Gian Girolamo fu nominato, giovanissimo, giudice civile e criminale a Crotone, poi governatore dello stato di San Pietro in Galatina. Avviò e portò a termine, nella corte urbinate ed in quella pontificia, le trattative per il matrimonio di Niccolò Bernardino Sanseverino, unico figlio del principe di Bisignano, con Isabella Della Rovere figlia di Guidobaldo II Della Rovere duca d'Urbino. Negli archivi gonzagheschi è conservata una sua copiosa corrispondenza con i congiunti padani, Vincenzo duca di Mantova, Alfonso conte di Novellara, Ferrante conte di Guastalla ed i suoi figli Cesare ed Ottavio, Vespasiano conte di Sabbioneta. Fu spesso ospite del duca d'Urbino e del duca di Parma Ottavio Farnese. Era già in età avanzata, quando Vincenzo I lo chiamò a Mantova e lo nominò senatore e suo consigliere. Nonostante avesse avuto tre mogli, Isabella Hurtado dei baroni di Santa Caterina Pistolesi, Porzia Celidoni dei baroni di Carossino ed Anna de Ribera, Gian Girolamo ebbe una sola figlia, nata dal primo letto e morta in giovanissima età. Il senatore morì nel 1601. Lasciò suo erede universale il duca Vincenzo, dimenticando la giovane moglie ed i nipoti.
Quando, nel 1528, Odet de Foix, conte di Lautrec tentò la conquista del Regno di Napoli, Giovanni Maria, altro figlio di Domenico, fu costantemente al fianco del principe di Bisignano, Pietroantonio, che, fedele all'Imperatore, era accorso da Napoli in Calabria per contrastare le soldatesche di Simone Tebaldi e le bande dei baroni filofrancesi. In ricompensa, Pietroantonio con diploma dato da Roggiano 5 dicembre 1530, considerando ed apprezzando « devotionem amorem fidelitatem Magnifici Domini Joannis Maria de Agonzhaga», gli concesse in feudo la bagliva di Bonifati, per sé ed i suoi discendenti. Cinque anni più tardi, nel 1535, Giovanni Maria partecipò all'impresa di Tunisi, imbarcando sulla galea allestita dal principe di Bisignano. Rientrato a San Marco, prese in moglie Petruzza Santacroce.
Suo figlio Sertorio nel 1571, partecipò alla battaglia di Lepanto assieme ad almeno altri otto Gonzaga, appartenenti a rami diversi, dei quali si conoscono i nomi. 
Erano il protonotario apostolico Claudio di Mantova, con titolo di nunzio pontificio presso Giovanni d'Austria, Paolo Emilio di Novellara, che rimase gravemente ferito, e suo fratello Muzio, cavaliere gerosolimitano, Ottavio di Guastalla, Orazio di Castiglione, i fratelli Ferrante e Giulio Cesare di Bozzolo. L'ottavo, fu Sertorio del ramo sanmarchese dei Gonzaga di Novellara; rientrato a San Marco, vi prese in moglie Beatrice Amodei che gli diede un unico figlio, Andrea.
Risulta che Anton Baranco ed Andreace, anch'essi figli di Domenico, furono, il primo, capitano di guerra dei Bisignano e, il secondo, ammesso nell'Ordine di Santo Stefano nel 1567. Ne l'uno, ne l'altro lasciarono prole. Andreace, ritiratosi circa il 1587 a San Marco, nella casa del fratello Gian Girolamo, era ancora vivente nel 1603.
Andrea, dopo aver preso in affitto, per due anni, le terre di Malvito e di Fagnano dal principe di Sant'Agata Cesare Firrao, nel 1623, acquistò dai fratelli Giglio, nel 1628 e per complessivi 14.513 ducati, il feudo nobile di Joggi. Si ammogliò con Diana Campolongo, figliuola di Marcello e di Vincenza Mattei, quest'ultima già vedova di Cesare Gonzaga.
Da questo matrimonio nacquero due figli, entrambi a San Marco Argentano, Gian Girolamo, nel 1611, e Giuseppe Francesco nel 1614. Gian Girolamo, primogenito, ereditò la baronia di Joggi che, però, fu costretto a vendere, su richiesta dei creditori suoi e del padre, nel 1653, per 13.532 ducati a Dianora Murge, moglie di Claudio Civitate. Alla sua morte, lasciò due figlie soltanto, Cecilia, sposata a Domenico Salituri barone di Firmo, e Ippolita, maritata a Vincenzo Bruno.
Giuseppe, secondogenito di Andrea, sposò, in prime nozze, Lucrezia Sacchini e, in seconde, Ottavia Ricci. Da quest'ultima, nacquero Domenico, Ignazio e Diana. Domenico, che era chierico, morì senza lasciare prole. Ignazio fu Sindaco dei Nobili della Città di San Marco. La sua unica figlia, Saveria, sposò un Alimena.
Diana fu maritata ad Andrea Catalano, erede in feudalia di Francesco Maria Catalano, Barone di Santopoli e Serradileo.
I figli di Andrea Catalano e di Diana Gonzaga aggiunsero al cognome paterno quello materno, dando luogo alla casata dei Catalano Gonzaga, tuttora esistenti.

### I Catalano Gonzaga

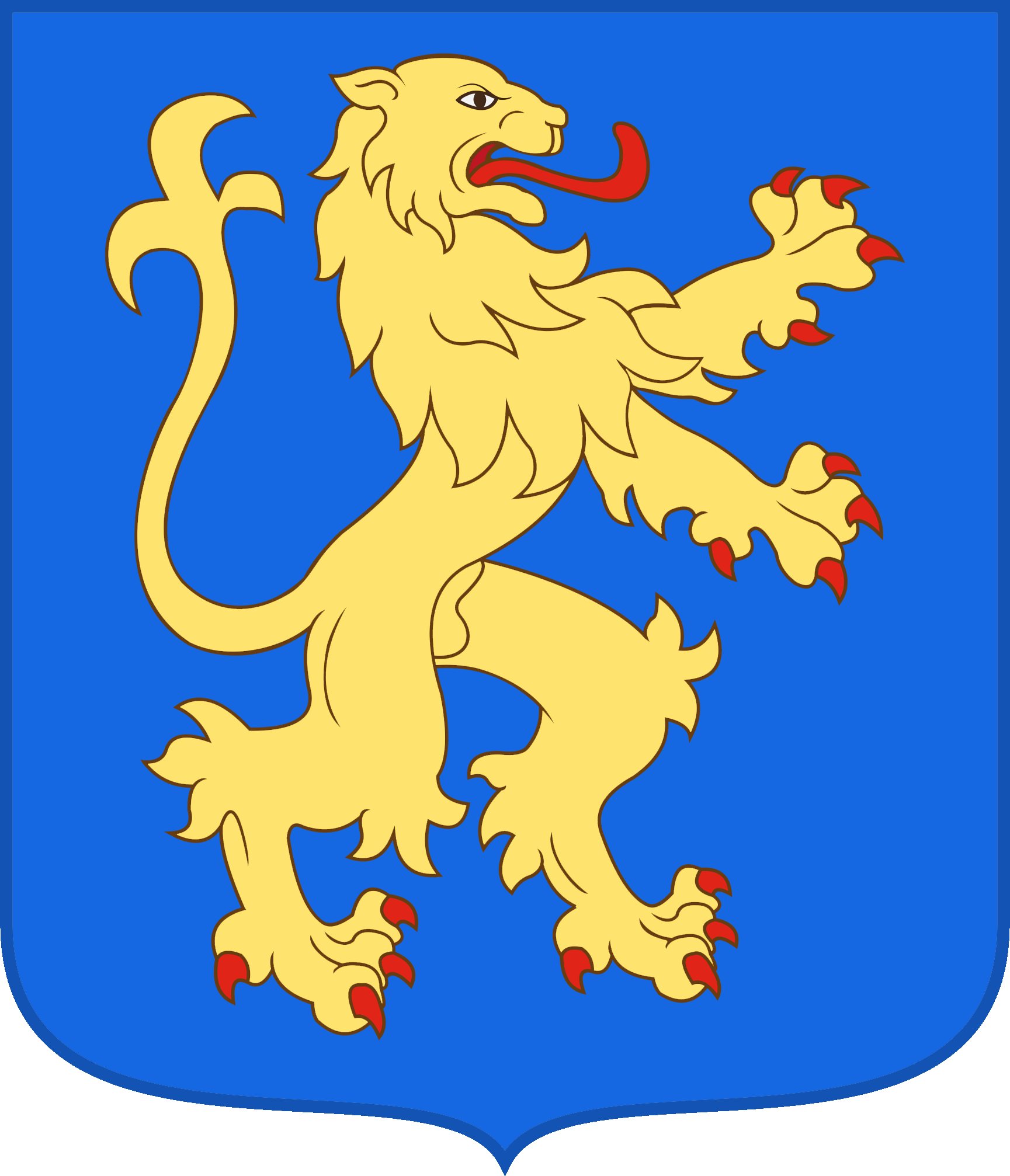
Stemma dei Catalano:
Di azzurro al leone d'oro rivolto

Originari della Catalogna e poi trasferiti in Sicilia fin dall'epoca aragonese, i Catalano compaiono in Calabria con Francesco Maria, Barone di Santopoli e Serradileo. 
Quando fu creato duca sub feudi acquirendi da Filippo II d'Aragona, nel 1615, i Catalano erano una famiglia già affermata in San Marco Argentano. Dettero quattro diaconi alla Cattedrale (Fabrizio, 1623, Giuseppe, 1630, Fulvio, 1643, Andrea, 1740).
Con Reale Provvedimento del 1714 Pietro Catalano, figlio di Andrea (a sua volta figlio Francesco Maria) e Diana Gonzaga, venne autorizzato ad aggiungere al proprio cognome quello materno ed all'inquarto delle armi Gonzaga così come concesse dall'Imperatore Sigismondo nel 1433.
La così costituita nuova casata, rimase in terra calabrese (i.e. Majerà, Grisolia e poi Cirella) fino alla fine del '700, quando si trasferì a Napoli.
In particolare a Cirella, che acquistarono nel 1742 dai Sanseverino, furono promotori per la costruzione della Cirella nuova che si sviluppò lungo la "marina" dopo il cannoneggiamento francese del 1806. Ivi edificarono il Palazzo ducale (1753) e curarono il restauro della Chiesa di Santa Maria dei Fiori realizzato nel 1775, e dove si trovano i monumenti funerari in marmo nero del duca Giuseppe Catalano Gonzaga, della moglie Leonilda De Novellis e del Duca Clemente Catalano Gonzaga.

#### I Catalano Gonzaga a Napoli
Nella seconda metà del '700, Napoli andava assumendo l'aspetto di una grande metropoli capitale e la corte dei Borbone chiamò nella sua capitale molti esponenti dell'aristocrazia delle sue provincie.
Con Don Pasquale I Catalano Gonzaga, la famiglia si trasferisce a Napoli nel 1780. La famiglia prende dimora in un palazzo a Monte di Dio per poi stabilirsi nel palazzo di via Toledo, ove abitarono fino agli anni '30 del 1900. Del 1841 è anche l'acquisto della cappella gentilizia nel Cimitero Monumentale di Poggio Reale, a Napoli, dove riposano tutti i componenti della casata a partire da quell'anno.
Con il duca Clemente Catalano Gonzaga, la famiglia intraprende un periodo di fervente azione politica, schierandosi gradualmente, ma con sempre più convinzione, dalla parte dei Bonaparte, dapprima con il fratello di Napoleone, Giuseppe, e poi con Gioacchino Murat.
Don Clemente Catalano Gonzaga, venne nominato da Giuseppe Bonaparte prefetto di Palazzo alla Reggia di Napoli, carica riconfermata da Gioacchino Murat. Clemente fu l'ultimo Catalano Gonzaga ad essere seppellito a Cirella (1817) ove si ritirò dopo la caduta del regno murattiano (1815).
Il figlio Don Pasquale II Catalano Gonzaga, fervente liberale, partecipò assieme al fratello Don Pietro ai moti antiborbonici del 1848. Arrestati, tutta la famiglia venne fatta evadere e si trasferì negli Stati Pontifici fino al 1860. 
Nel processo intentato a Napoli dopo i moti del 15 maggio 1848, i figli di Don Pasquale vennero condannati a 19 anni di carcere duro ed il fratello Don Pietro condannato a morte contumace. Con l'Unità, Pasquale II venne nominato senatore con Regio Decreto del 20 gennaio 1861. In seguito ai moti del 15/05/1848, il Palazzo Cirella in Via Toledo a Napoli, venne saccheggiato e dato alle fiamme, e venne perduto gran parte dell'archivio del casato: i danni vantati dalla famiglia allora furono di 40.000 ducati, cui rinunciarono su espressa richiesta del re Vittorio Emanuele II. Per le idee politiche della famiglia, le terre possedute in Calabria furono fra le più vessate dal brigantaggio: per questo nel 1868 la famiglia decise per la vendita di tutti i possedimenti in Calabria alla famiglia Ruggieri.
Il duca Gaetano Catalano Gonzaga (1893-1977) raggiunse il grado di Ammiraglio di Squadra. Decorato con 1 Medaglia d'Argento e 3 di Bronzo al V.M., fu aiutante di campo del re Vittorio Emanuele III e a bordo dell'incrociatore Colleoni effettuò una importante missione in Estremo Oriente appena prima del II° conflitto mondiale.
Il figlio Don Arturo II Catalano Gonzaga fu anch'egli Ufficiale della Regia Marina prima e della Marina Militare poi. Durante la Seconda Guerra Mondiale fu a bordo della nave da battaglia Roma, sulla quale affondò l'8 settembre 1943. Rimasto miracolosamente illeso, fu autore del volume Per l'onore di Savoia, ove ricostruì l'affondamento della corazzata e il successivo internamento dei naufraghi in Spagna.
Dal 1940, con la morte del duca Arturo I° Catalano Gonzaga, padre dell'Ammiraglio Gaetano, la famiglia abbandona anche Napoli. Oggi i rami principali risiedono a Roma, mentre i discendenti collaterali, figli dei fratelli dell'Ammiraglio Gaetano, si trovano a Milano, Bologna e a Los Angeles, negli Stati Uniti d'America.

## Genealogia[27]

### Gonzaga di Calabria Citra
```
Luigi Gonzaga
, Signore di Mantova, + 1360
 |
 |--> 
Feltrino
, Signore di Reggio, Novellara e Bagnolo, + 1374
       |
       |--> 
Guido
, Signore di Novellara e Bagnolo, + 1399
             |
             |--> 
Giacomo
, Signore di Novellara, + 1441
                   |
                   |--> 
Francesco
, Signore di Novellara, + 1484
                         |
                         |--> 
Carlo
 
il Creacolo
, Signore di Roggiano, S. Stefano e Prato di Calabria, + 1518
                               |
                               |--> Domenico
                               |--------------------------------> Gianmaria, 1545(?)
                               |                                     |
                               |--> Giangirolamo                     |-->  Sartorio, 1590(?)
                                                                           |
                                                                           |--> Andrea (o Andreace), + 1640 
                                                                                 |Diana Campolongo
                                                                                 |--> Giuseppe (Giuseppe Francesco), 12.4.1614 S.Marco + 1685(?)
                                                                                       | 
                                                                                       |--> 
Diana
, + 1730
```

### Catalano di Majerà
```
Francesco Maria, Signore di Santopoli, duca di Majerà, + 1660
 |
 |--> Andrea, sposa 
Diana Gonzaga
, + 1715
```

### Catalano Gonzaga di Cirella
```
Pietro, duca di Majerà, + 1754
 |
 |--> Giuseppe, + 1789
       |
       |--> Pasquale I,  + 1793
             |
             |--> Clemente I, duca di Cirella, + 1817
                   |
                   |--> 
Pasquale II
, + 1869
                         |
                         |--> Clemente II, + 1857
                         |
                         |--> Luigi, + 1885
                               |---------------------------------------> Arturo I, +1940
                               |--> Clemente III, + 1923                  |
                               |                                          |--> 
Gaetano
, duca di Cirella, Grisolia e Majerà + 1977
                               |--> Marianna, + 1927                      |--------------------------------------------------------> Marcantonio, duca di Majerà, + 2006
                                                                          |--> 
Arturo
 II, duca di Cirella e Grisolia + 2000           | 
                                                                                |                                                     |--> Gaetano 
                                                                                |--> Vittorio
```

## Cariche istituzionali ricoperte da esponenti di casa Catalano Gonzaga
- 1788, Capitano delle Milizie, duca Don Pasquale I, con R.D. di Ferdinando IV
- 1806, Prefetto di Palazzo, duca Don Clemente I, con R. D. Giuseppe Bonaparte
- 1808, Prefetto di Palazzo, duca Don Clemente I, con R. D. Gioacchino Murat
- 1816, Governatore e Comandante della Reale Piazza di Milazzo, Don Filippo, Colonnello dell'Esercito napoletano
- 1826, Comandante e Regio Commissario della Calabria Citra, Don Luigi, Tenente Colonnello dell'Esercito napoletano
- 1860, Procuratore Generale e Speciale eredi Murat, Don Giuseppe
- 1861, Senatore del Regno d'Italia, duca Don Pasquale II, R. D. 20.01.1861
- 1868, Gentiluomo di Corte di S.A.R. Margherita Principessa di Piemonte, duca Don Luigi, R.D. 30.05.1868
- 1868, Dama di Corte i S.A.R. Margherita Principessa di Piemonte, duchessa Donna Virginia, R.D. 30.05.1868
- 1869, Cavaliere di Onore e Devozione del S.M.O.M, duca Don Luigi
- 1869, Cavaliere dell'Ordine della Corona d'Italia, tenente della Guardia Nazionale a Cavallo di Napoli Don Gaetano, Motu Proprio S.M. Vittorio Emanuele II
- 1870, Cavaliere dell'Ordine della Corona d'Italia e Cavaliere Ufficiale dell'Ordine di San Maurizio e Lazzaro, duca Don Luigi, Motu Proprio S.M. Vittorio Emanuele II
- 1917-1943, Medaglia d'Argento, 4 di Bronzo, 4 Croci di Guerra al V.M., Croce di Guerra di 2ª classe tedesca, Cavaliere dell'Ordine della Corona d'Italia e Cavaliere Ufficiale dell'Ordine di San Maurizio e Lazzaro, duca Don Gaetano, Ammiraglio di Divisione Navale Regia Marina Italiana
- 1947-1980, Croce di Guerra al V.M., Cavaliere di Onore e Devozione del S.M.O.M, duca Don Arturo, Capitano di Fregata Marina Militare Italiana

## Feudi e Palazzi
- Palazzo Ducale di Cirella
- Palazzo Ducale di Majerà
- Palazzo di Grisolia
- Palazzo Cirella, Napoli, Via Toledo, 228
- Palazzo Catalano, San Bartolomeo in Galdo BN
- Villa di Portici
- Chiesa di Santa Maria dei Fiori, Cirella
- Cappella Gentilizia Cimitero Monumentale di Poggio Reale, Napoli
- Feudo di Majerà, CS
- Feudo di Grisolia, CS
- Feudo di Cirella, CS
- Feudo di Castro, LE
- Feudo di Cerfignano, LE
- Feudo di Diso, LE
- Feudo di Marittima, LE
- Feudo di Ortelle, LE
- Feudo di Spongano, LE

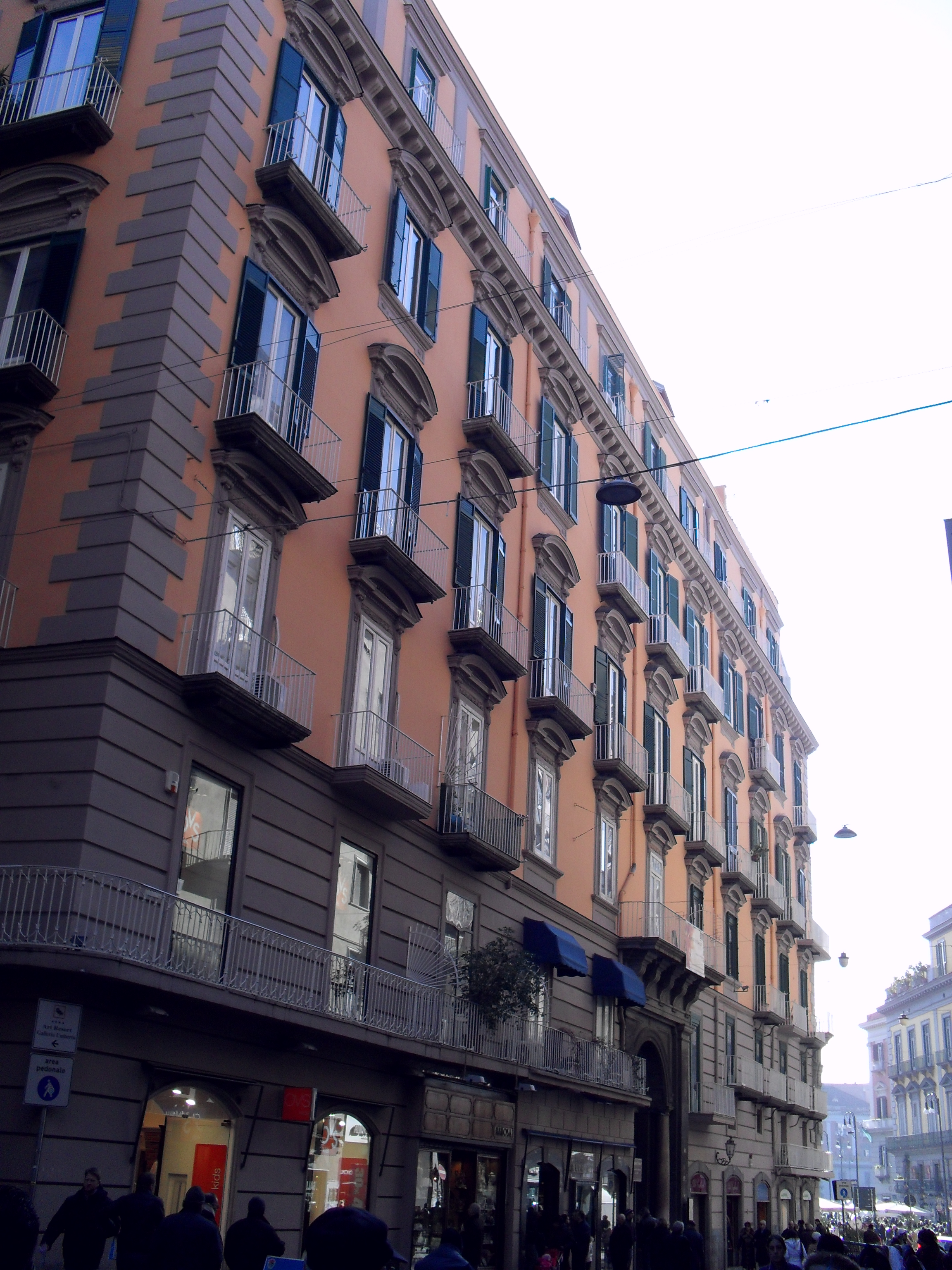
Palazzo Cirella a Napoli
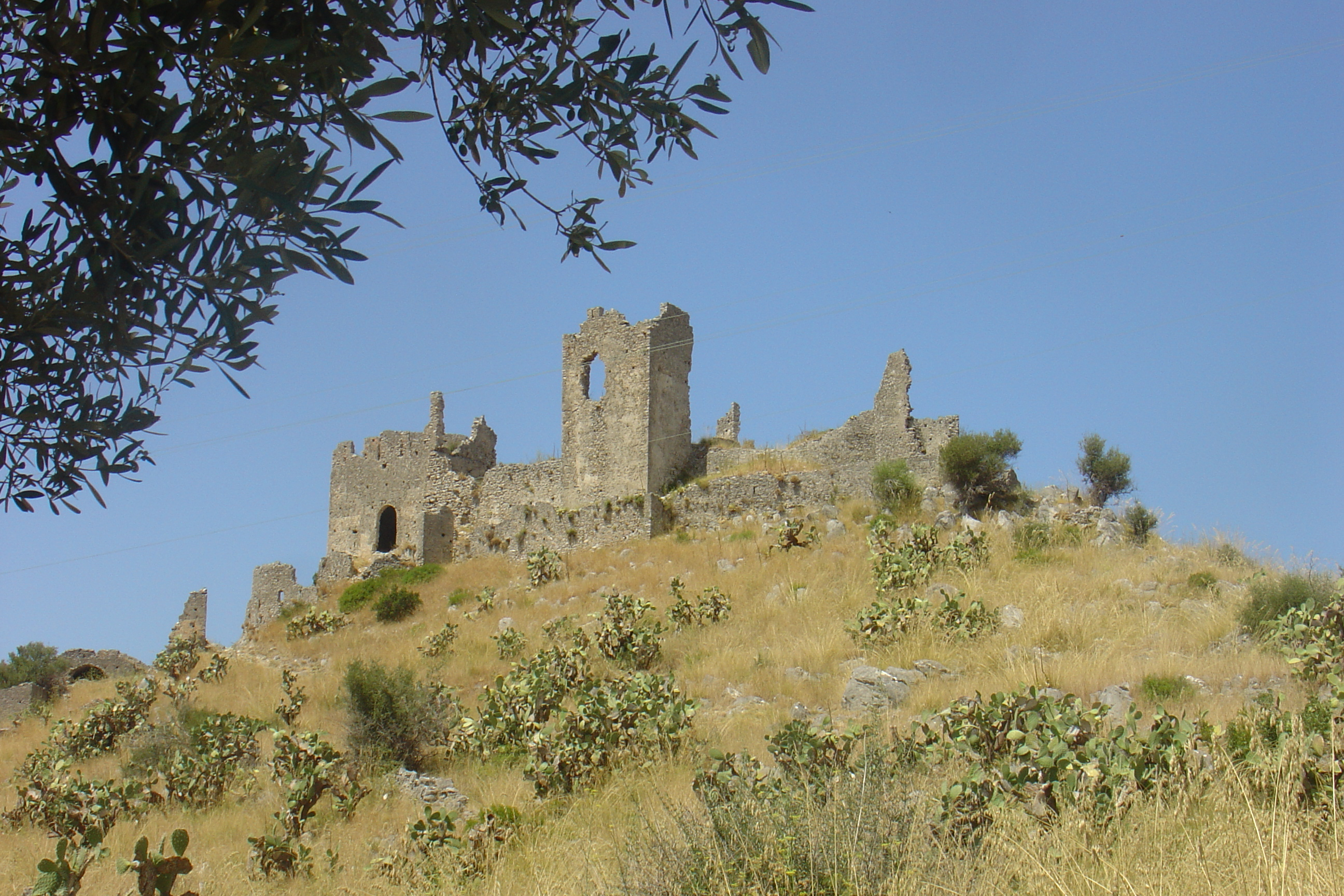
Rovine del castello di Cirella Vecchia
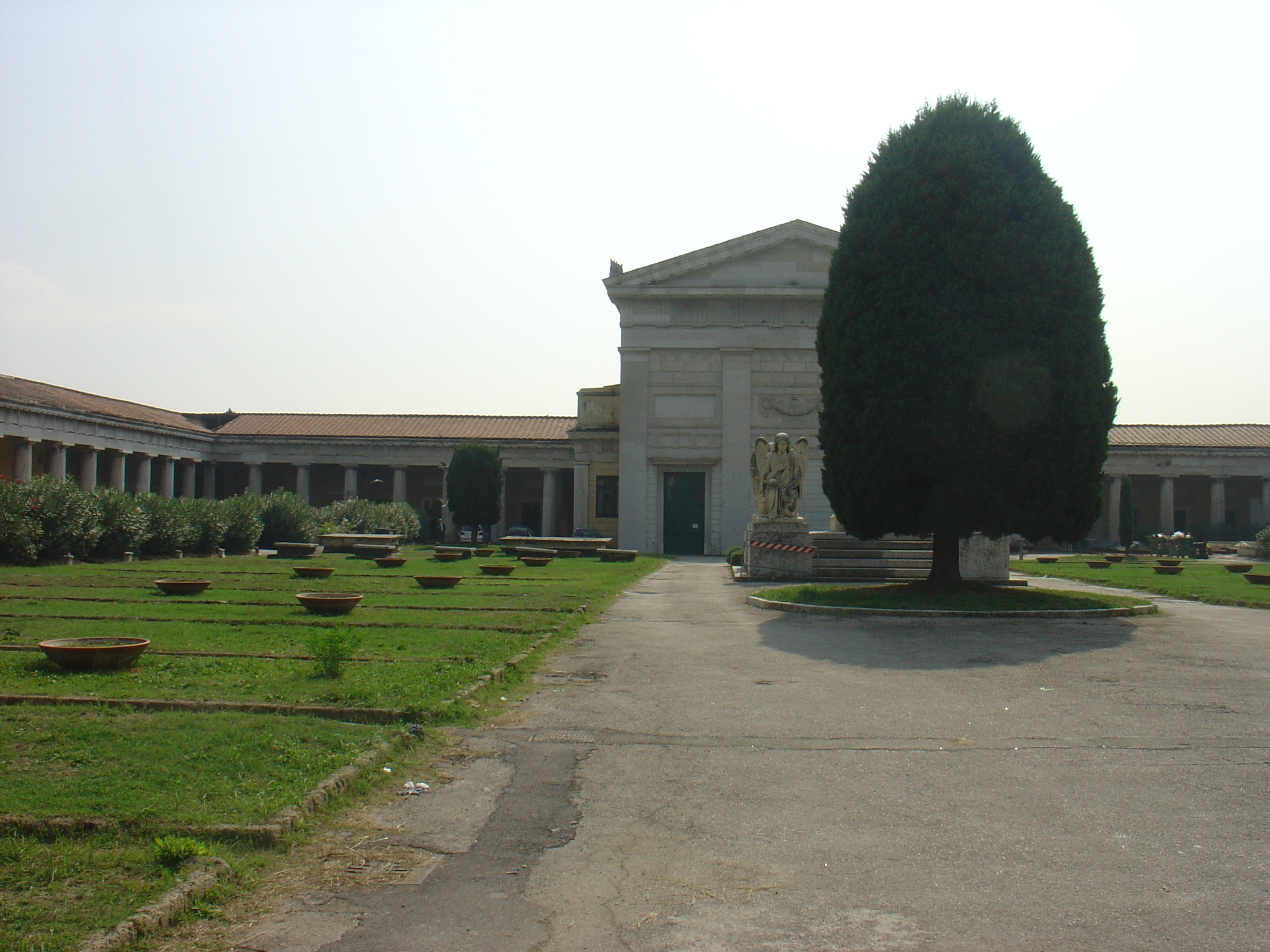
Veduta del Quadrato del Cimitero Monumentale di Poggioreale, Napoli
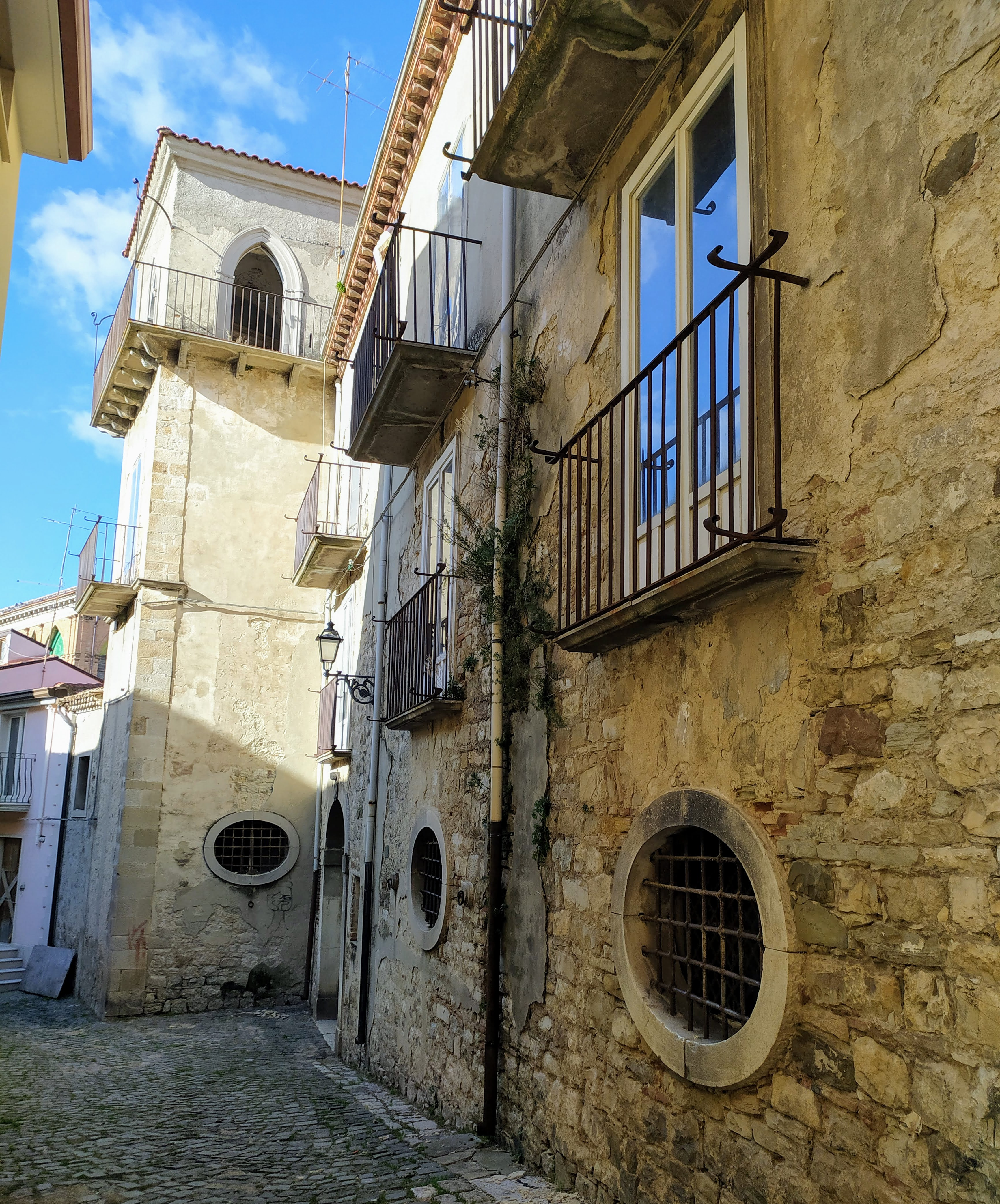
La torretta del Palazzo Catalano, San Bartolomeo in Galdo, BN

### Altre fonti
- Archivio di Stato di Napoli
- Archivio di Stato di Cosenza
- Archivio del S.M.O.M.
- Archivio Segreto del Vaticano
- Archivio Storico della Marina Militare Italiana
- Archivio Privato Catalano Gonzaga
- Archivio Diocesi San Marco Argentano - nati 1581-1636
- Albo d'Oro della Nobiltà Italiana, ed. 1922
- Elenchi ufficiali nobiliari italiani, 1936